# NO MORE KISS, NO MORE CRY
「NO MORE KISS, NO MORE CRY」（ノー・モア・キス、ノー・モア・クライ）は、1995年7月21日発売のHIMの2枚目のシングル。

## 解説
- 8cmCDシングル（短冊型）形態でリリース。
- TRF系の打ち込み・ダンスもののデビュー曲から一転、ZARD系のミディアム・スローとしてのアプローチである。
- 少女モデルをイメージビデオ風に撮影した、まるでカラオケ映像のようなPV（サイズは1コーラス）が存在するが、メンバーの出演は一切ない。また、テレビなどの地上波露出や、雑誌などの紙媒体露出も皆無であった。これはリリース当時のHIMというユニットが、“その都度その楽曲に合った様々なボーカリストを流動的にフィーチャリングしてゆく”という、音楽ユニットというよりは音楽プロジェクト寄りのスタンスで運営されていたためであり、メンバーを固定して、いわゆる音楽ユニットと呼ばれる標準的なそれの売り出し方や見せ方を踏襲するような活動を想定していなかったためと考察される。
- カップリング曲として収録されている「NO MORE KISS, NO MORE CRY(ANOTHER VERSION)」は、サザンオールスターズの「真夏の果実」を彷彿とさせる、オリジナル・ミックスとはまったく異なるアレンジが施され、ボーカルも新たな表情付けがなされレコーディングし直されている。
- HIM・1stアルバム『HIMAX! GREATEST HITS AND MORE』に収録されている、全編英語詞の「NO MORE KISS, NO MORE CRY(ENGLISH VERSION)」が存在する（アレンジはオリジナル・ミックスと同じ）。

## 収録曲
1. NO MORE KISS, NO MORE CRY
（作詞/作曲:HIM / 編曲:Y.MIZUSHIMA）
2. NO MORE KISS, NO MORE CRY(ANOTHER VERSION)
（作詞/作曲:HIM / 編曲:Y.MIZUSHIMA）
3. NO MORE KISS, NO MORE CRY(ORIGINAL KARAOKE)
（作曲:HIM / 編曲:Y.MIZUSHIMA）

## タイアップ
- テレビ朝日系火曜ドラマ『Change!』劇中歌

## 収録アルバム
- HIM 1stアルバム『HIMAX! GREATEST HITS AND MORE』（1996年2月1日）
  - ORIGINAL MIX+ENGLISH VERSION